# Anholt (by)
Anholt By er den største og eneste by på den danske ø Anholt i Kattegat med ca. 100 indbyggere (2012) og ligger i Region Midtjylland, Anholt Sogn, Norddjurs Kommune. Byen er den eneste beboede del af Anholt, bortset fra havnen, og alle sociale og kulturelle aktiviteter ligger her. Næsten alle husene i byen er meget gamle, mange af dem er bygget at træ.[kilde mangler]
Den nuværende kirke i Anholt By blev bygget i 1819, efter den gamle kirke blev ødelagt under den britiske besættelse af øen.
Anholt Skole blev bygget i 1917 og udvidet i 1956. Skolen underviser elever fra børnehave til 9 klasse. Den tidligere skolebygning, som blev bygget i 1843, har siden 1983 været turistkontor.

## Historie
Omkring århundredeskiftet (1900) blev Anholt By beskrevet således:
Anholt By med Kirke, Præstegd., Skole, Distriktslægebolig, Mølle, 2 Kroer og Telefonstation.

## Fodnoter
1. ↑  ["Byens og øens Historie  ([[Wikipedia:Artikler med døde eksterne henvisninger|Webside ikke længere tilgængelig]])[[Kategori:Artikler med døde links]]". Arkiveret fra originalen 8. januar 2010. Hentet 15. september 2012. {{cite web}}: Konflikt mellem URL og wikilink (hjælp) Byens og øens Historie  (Webside ikke længere tilgængelig)]
2. ↑  J.P.Trap: Danmark, 3. udgave, bind 4, s. 971